# Bergslagspendeln
|  | Straight track |

|  | Station on track |

|  | Unknown BSicon "ABZgr" |

|  | Small non-passenger station on track |

|  | Small non-passenger station on track |

|  | Station on track |

|  | Station on track |

|  | Small non-passenger station on track |

|  | Stop on track |

|  | Stop on track |

|  | Unknown BSicon "ABZg+r" |

|  | Station on track |

| Unknown BSicon "STR+l" | Unknown BSicon "ABZgr" |

| One way leftward | Unknown BSicon "KRZu" |

|  | Small non-passenger station on track |

|  | Unknown BSicon "ABZg+l" |

|  | Station on track |

|  | Station on track |

|  | Small non-passenger station on track |

|  | Stop on track |

|  | Station on track |

|  | Small non-passenger station on track |

|  | Station on track |

|  | Junction both to and from left |

|  | Station on track |

|  | Unknown BSicon "ABZgl" |

|  | Straight track |

|  | Straight track |

|  | Station on track |

|  | Unknown BSicon "ABZgr" |

|  | Small non-passenger station on track |

|  | Small non-passenger station on track |

|  | Station on track |

|  | Station on track |

|  | Small non-passenger station on track |

|  | Stop on track |

|  | Stop on track |

|  | Unknown BSicon "ABZg+r" |

|  | Station on track |

| Unknown BSicon "STR+l" | Unknown BSicon "ABZgr" |

| One way leftward | Unknown BSicon "KRZu" |

|  | Small non-passenger station on track |

|  | Unknown BSicon "ABZg+l" |

|  | Station on track |

|  | Station on track |

|  | Small non-passenger station on track |

|  | Stop on track |

|  | Station on track |

|  | Small non-passenger station on track |

|  | Station on track |

|  | Junction both to and from left |

|  | Station on track |

|  | Unknown BSicon "ABZgl" |

|  | Straight track |

Bergslagspendeln är Trafikverkets namn på järnvägslinjen Ludvika – Smedjebacken – Fagersta C – Kolbäck. Den byggdes och ägdes ursprungligen av Stockholm-Westerås-Bergslagens Jernvägs-Aktiebolag.

## Standard
Bergslagspendeln har god standard mellan Kolbäck och Ramnäs med helsvetsad räl och med högsta tillåtna hastighet 140 km/h. Ramnäs-Ängelsberg har maxhastighet 120 km/h medan Ängelsberg-Ludvika bara har 90 km/h. Banan mellan Fagersta och Ludvika håller på att rustas upp. Fortfarande är det skarvspår från Hagge till ungefär mittemellan Vad och Fagersta Norra..

## Trafik
Persontrafiken på linjen är en del av regionaltågssystemet Tåg i Bergslagen som ägs av Region Dalarna, Region Gävleborg, Region Västmanland och Region Örebro län. För närvarande (2024) körs tågen av VR Sverige. Tågen går Ludvika−Västerås med tätare trafik Fagersta−Västerås. 
Tågen trafikerar inte Kolbäck utan går direkt mot Västerås via ett förbindelsespår mot Mälarbanan utanför Kolbäck.